# Тюрксько-аварська мова
Тюрксько-аварська мова — мертва тюркська мова, що відноситься до булгарської групи, що функціонувала в Паннонії в VI-IX століттях і зникла після падіння Аварського каганату . 
Мала статус офіційної мови Аварського каганату та побутувала певний час після приходу мадяр у 895 році, на теперішніх територіях Угорщини та Румунії.
Згідно з тюркською версією походження, споріднена з булгарськими мовами, або сильно зазнала їхнього впливу.
Мова авар європейського періоду відома за збереженими в іншомовних письмових джерелах титулами та особистими іменами, які є універсальними для алтайської мовної сім'ї. 
Як свідчать дані археології, авари користувалися різновидом рунічної писемності, проте всі знайдені написи дуже короткі та не розшифровуються. 
Єдиною пам'яткою, що намагаються реконструювати діалект, є напис, виконаний грецькими літерами на посудині зі скарбу Надь-Сент-Міклош. 
Він близький до булгарських текстів того часу. 
З джерел відомо, різні групи булгар входили до складу аварського союзу.
Про мову авар до переселення до Європи прямих даних немає. 
Є підстави вважати, що спочатку авари були монголомовними (за поширенішою думкою вони ототожнюються з центральноазійським народом жужанів) 

З аварською мовою, на цю думку, пов'язуються ранні монгольські запозичення у слов'янських мовах: наприклад слова «хоругвь» і «телега». 
Існує думка, що мова авар завжди була булгаро-тюркською (А. Рона-Таш), або належала до тунгусо-маньчжурської групи (Є. А. Хелімський).